# گرگ دریا (فیلم ۱۹۴۱)
گرگ دریا (انگلیسی: The Sea Wolf) فیلمی به کارگردانی مایکل کورتیز است که در سال ۱۹۴۱ منتشر شد.

## بازیگران
- ادوارد جی. رابینسون
- آیدا لوپینو
- جان گارفیلد
- الکساندر ناکس
- جین لاکهارت
- بری فیتزجرالد
- دیوید بروس
- هوارد داسیلوا
- ویلفرد لوکاس
- فرانسیس مک‌دانلد
- ریچارد کریمر
- استنلی ریجز
- چارلز سالیوان